# Ptilope à ventre orange
Ptilinopus iozonus
Espèce
Statut de conservation UICN

 LC  : Préoccupation mineure
Le Ptilope à ventre orange (Ptilinopus iozonus) est une espèce d’oiseaux appartenant à la famille des Columbidae.
Cet oiseau peuple l'archipel de Nouvelle-Guinée.